# Lista di resti di supernova
| Nome                | Quando la luce raggiunse la Terra | Magnitudine | distanza               | Tipo | Resto                           |
| ------------------- | --------------------------------- | ----------- | ---------------------- | ---- | ------------------------------- |
| Sagittarius A Est   | 100.000-35-000 anni fa            | ?           | 26.000 anni luce       | ?    | Sagittarius A East              |
| W49B                | ~ 1000 d.C.                       | ?           | 35.000 anni luce       | ?    | Resto GRB?                      |
| W50                 | ~ 20.000 anni fa                  | ?           | 16.000 anni luce       | ?    | SS 433                          |
| Nebulosa delle Vele | XI-IX millennio a.C.              | -9?         | 800 anni luce          | ?    | Pulsar delle Vele               |
| SN 185              | 7 dicembre, 185                   | -8?         | 3.000 anni luce        | Ia?  | Probabilmente RCW 86            |
| SN 1006             | 1º maggio, 1006                   | -7.5        | 7.200 anni luce        | Ia   | SNR 1006                        |
| SN 1054             | 1054                              | -6          | 6.300 anni luce        | II   | Nebulosa del Granchio           |
| SN 1181             | 1181                              | -1          | 8.000 anni luce        | ?    | Probabilmente 3C 58             |
| SN 1572             | 11 novembre, 1572                 | -4          | 7.500 anni luce        | Ia   | Resto di supernova di Tycho     |
| SN 1604             | 8 ottobre, 1604                   | -2.5        | 20.000 anni luce       | Ia   | Resto di supernova di Keplero   |
| Cassiopeia A        | metà del Seicento                 | +6          | 11.000 anni luce       | IIb  | Resto di supernova Cassiopeia A |
| G1.9+0.3            | intorno al 1868                   | ?           | circa 25.000 anni luce | ?    | G1.9+0.3                        |
| SN 1885A            | 20 agosto, 1885                   | +6          | 2.500.000 anni luce    | ?    | SNR 1885A                       |
| SN 1987A            | 24 febbraio, 1987                 | +3          | 168.000 anni luce      | II-P | SNR 1987A                       |